# Варшавская заутреня
Варшавская заутреня (пол. Insurekcja warszawska) или Варшавское восстание 1794 года — предпринятое жителями Варшавы нападение на гарнизон Российской армии, расквартированный в польской столице, в Великий четверг 17 апреля 1794 года, послужившее сигналом к присоединению жителей Варшавы к восстанию Костюшко. Русские были застигнуты во время утреннего богослужения (заутрени) накануне Пасхи и в значительной степени перебиты восставшими.

## Хроника событий
Победа Т. Костюшко в битве под Рацлавицами вызвала общее ликование в Польше и Литве. В Варшаве известие о ней воспламенило население, которое выражало свою готовность к бою звоном колоколов костёлов. Заговорщики назначили дату восстания на 6 (17) апреля. Главными руководителями восстания были сапожный мастер Ян Килинский и ксёндз Юзеф Мейер.
В 4 часа утра 6 апреля отряд королевской конной гвардии выехал из казарм и атаковал русский пикет, который стоял с двумя пушками между казармами и воротами Саксонского сада. Пикет, выстрелив два раза из пушек, отступил перед более сильным противником. Отряд, подрубив колёса у пушек, вернулся в казармы. Затем выехала конная гвардия: два эскадрона направились к арсеналу, два — к пороховому складу.
В арсенале восставшие раздавали ружья, пистолеты, сабли и палаши всем желающим. Антирусское выступление горожан, которыми командовал Ян Килинский, оказалось неистовым. Сторонников Тарговицкой конфедерации как «предателей нации» убивали прямо на улицах. В городе начались убийства русских солдат. В живых иногда оставляли только офицеров.
Польский король Станислав Август Понятовский сделал слабую попытку остановить восстание. Он послал приказание своей конной гвардии и уланскому полку немедленно прибыть в королевский дворец. Однако королевские гвардейцы присоединились к восстанию.
Большая часть русского гарнизона днём 6 апреля с уличными боями вырвалась из Варшавы. Ф. Булгарин описал это следующим образом: «Русские, пробиваясь штыками чрез толпы мятежников, должны были выступить из Варшавы. По отступающим русским стреляли из окон и с крыш домов, бросали на них брёвна и все, что может причинить вред, и из 8000 русских погибло 2200 человек, а в плен было взято 260».

### Нападение на командующего
Главнокомандующий русским гарнизоном в Варшаве генерал-аншеф Осип Андреевич Игельстром потерял управление войсками. С сотнями солдат из разных частей он занял оборону в своём особняке на Медовой улице. На рассвете 7(18) апреля Игельстром вступил в переговоры с повстанцами, послав парламентёром бригадира Бауэра. Командовавший повстанческими войсками в этом районе генерал Станислав Мокроновский потребовал, чтобы Игельстром «сдался на милость победителя». Но Игельстрому удалось ускользнуть. По официальным данным (дореволюционная «Военная энциклопедия»), якобы он «с небольшим отрядом» пробился из Варшавы в Повонзки на дачу княгини Чарторыйской. Однако Ф. Булгарин писал, что «генерала Игельстрома спасла графиня Залусская и переодетого вывезла на дачу княгини Чарторыйской».
Повстанцы ворвались в дом Осипа Игельстрома, где им достались его бумаги, которые тот не успел сжечь. Они арестовали польских магнатов, состоявших в переписке с Игельстромом.

## Последствия

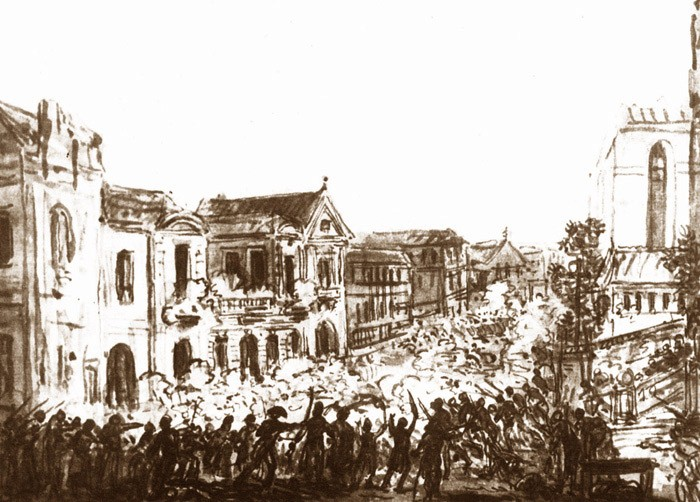
Штурм российского посольства в Варшаве (17 апреля 1794 года)

Через несколько дней после начала восстания в Варшаве о поддержке повстанцев было объявлено в Мазовецком, Сандомирском и Люблинском воеводствах, а также в Хелмской земле.
Варшавская заутреня оставила след в мемуарах и русской литературе, а также в польской литературе. В русской литературе это событие было описано как враждебное России, а в польской — как героическое движение польского народа за освобождение от русской оккупации.
Русские авторы о событиях 17 апреля:
- А. А. Бестужев-Марлинский: «Тысячи русских были вырезаны тогда, сонные и безоружные, в домах, которые они полагали дружескими. Заговор ведён был с чрезвычайною скрытностию. Тихо, как вода, разливалась враждебная конфедерация около доверчивых земляков наших. Ксендзы тайно проповедовали кровопролитие, но в глаза льстили русским. Вельможные паны вербовали в майонтках своих буйную шляхту, а в городе пили венгерское за здоровье Станислава, которого мы поддерживали на троне. Хозяева точили ножи, — но угощали беспечных гостей, что называется, на убой; одним словом, все, начиная от командующего корпусом генерала Игельстрома до последнего денщика, дремали в гибельной оплошности. Знаком убийства долженствовал быть звон колоколов, призывающих к заутрене на светлое Христово воскресение. В полночь раздались они — и кровь русских полилась рекою. Вооружённая чернь, под предводительством шляхтичей, собиралась в толпы и с грозными кликами устремлялась всюду, где знали и чаяли москалей. Захваченные врасплох, рассеянно, иные в постелях, другие в сборах к празднику, иные на пути к костёлам, они не могли ни защищаться, ни бежать и падали под бесславными ударами, проклиная судьбу, что умирают без мести. Некоторые, однако ж, успели схватить ружья и, запершись в комнатах, в амбарах, на чердаках, отстреливались отчаянно; очень редкие успели скрыться» («Вечер на Кавказских водах в 1824 году»).
- И. И. Беллярминов: «Знатные и ксендзы, некогда мечтавшие господствовать в России, более всего негодовали на императрицу Екатерину. Пользуясь оплошностью русского военачальника [барона Игельстрома] поляки в Великий четверг напали в Варшаве на русских и многих перерезали; убийства происходили даже в храме, где русские причащались. После этой резни, известной под именем „Варшавской заутрени“, восстание быстро распространилось по частям Польши» («Элементарный курс всеобщей и русской истории»).
- В. А. Потто: «Памятный для русских 1794 год застал Цицианова в Гродно, где, по его выражению, „он стоял с полком, как на ножах“, потому что в крае с минуты на минуту ожидали восстания. Кровавая резня, известная под именем Варшавской заутрени, нашла себе отголосок в Вильно и в Гродно. В первом из этих городов войска были застигнуты врасплох и понесли немало утрат, но в Гродно мятеж совершенно не удался» («Кавказская война»).